# Брайтбарт, Рене
Рене Бра́йтбарт (нем. René Breitbarth; 24 марта 1966, Мюльхаузен, округ Эрфурт, ГДР) — немецкий боксёр легчайших весовых категорий, выступал за сборную ГДР во второй половине 1980-х годов. Чемпион Европы, обладатель серебряной медали чемпионата мира, участник летних Олимпийских игр в Сеуле, многократный призёр крупных международных турниров и национальных первенств. После завершения карьеры спортсмена в период 1993—2003 работал тренером в боксёрском клубе «Байер 04».

## Биография
Рене Брайтбарт родился 24 марта 1966 года в городе Мюльхаузен, федеральная земля Тюрингия. В детстве активно занимался спортивной гимнастикой, но из-за полученной травмы вынужден был отказаться от карьеры гимнаста и в возрасте девяти лет перешёл в бокс. Первое время тренировался в одном из боксёрских залов Штральзунда под руководством тренера Хайнца-Петера Шмидта, в 1979 году после победы на юниорском Балтийском кубке по приглашению переехал в Шверин, чтобы присоединиться к местному спортивному клубу. Первого серьёзного успеха на ринге добился в 1984 году, когда в минимальном весе выиграл взрослое первенство ГДР и позже чемпионат Европы среди юниоров в Тампере. Год спустя занял первое место на взрослом европейском первенстве в Будапеште, победив в финале титулованного болгарина Ивайло Маринова.
В 1986 году Брайтбарт перешёл в легчайшую весовую категорию, в очередной раз выиграл национальное первенство и получил путёвку на чемпионат мира в Рино, где сумел дойти до финала, но в решающем матче его переиграл корейский боксёр Мун Сон Гиль. На чемпионате Европы 1987 года в Турине завоевал бронзовую медаль, тогда как на Кубке мира в Белграде был вторым. Благодаря череде удачных выступлений удостоился права защищать честь страны на летних Олимпийских играх 1988 года в Сеуле, планировал побороться здесь за медали, однако уже в третьем своём матче на турнире со счётом 1:4 уступил колумбийцу Хорхе Хулио, который в итоге дошёл до стадии полуфиналов и получил бронзу. После этого поражения немецкий спортсмен принял решение завершить карьеру, покинув сборную страны.
Несмотря на решение о завершении карьеры, после объединения Германии в 1990 году Рене Брайтбарт вновь вернулся на ринг, присоединившись к боксёрскому клубу «Байер 04» из Леверкузена. Занял второе место в зачёте национального первенства, тем не менее, выдающихся результатов уже не показывал, поэтому вскоре принял предложение знаменитого тренера Фрица Здунека стать его помощником. Начиная с 1993 года участвовал в подготовке многих известных боксёров, в том числе Феликса Штурма и Лукаша Вилашека, которые под его непосредственным руководством выиграли медали на чемпионатах Европы 2000 и 2002 годов соответственно. В 2003 году Брайтбарт окончательно завязал со спортом и ушёл на пенсию.